# Reinhold Fahlbeck
Hans Reinhold Fahlbeck, född 9 juli 1938, död 15 februari 2025 i Lund, var en svensk jurist.

## Biografi
Fahlbeck disputerade 1974 på en avhandling om arbetsrätt. År 1980 blev han adjungerad professor i arbetsrättslagstiftning vid Handelshögskolan i Stockholm, en tjänst han behöll till 2007. Han blev professor i arbetsrätt vid Lunds universitet 1986 och senare professor emeritus vid samma universitet.
Fahlbeck var gästforskare vid flera utländska universitet och gästprofessor vid Sophia University i Tokyo, Jagiellonska universitet i Krakow och Stanford University i San Francisco.
Fahlbeck skrev flera böcker i arbetsrätt och arbetsprocessrätt, som givits ut i flera upplagor. Hans internationella inriktning speglas i flera komparativa studier, bland annat om kollektivavtal och flexibilitet i arbetslivet.
Han arbetade också med religionsfrihet och dess gränser. Han har på debattplats problematiserat en fällande dom 2010 mot arbetsförmedlingen för diskriminering av en muslimsk man som vägrade ta en kvinnlig chef i hand. År 2011 gav han ut boken Bed och arbeta. Om religionsfrihet i arbetsliv och skola (2011) och har 2014 sammanfattat sakkunnigutlåtanden inom området. År 2022 medverkade han i rapporten Islamiska värderingar kontra västerländska värderingar, som kartlägger utmaningar för integration och mänskliga rättigheter.

### Familj
Fahbeck var son till Erik Fahlbeck och Gertrud född Silfverstolpe, samt sonson till Pontus Fahlbeck. Konstnären Birgitta Fahlbeck är hans syster. Reinhold Fahlbeck är gravsatt på Norra kyrkogården i Lund.

## Utmärkelser
- 2005 – Nyström Birgitta, Westregård Annamaria, Vogel Hans-Heinrich, red (2005). Liber amicorum Reinhold Fahlbeck. Lund: Juristförlaget. Libris 10009731. ISBN 9154403502, festskrift.